# Jerry Zucker
Jerry Zucker, född 11 mars 1950 i Milwaukee, Wisconsin, är en amerikansk filmregissör, manusförfattare, filmproducent och skådespelare. Han är bror till David Zucker, vilken han ofta har samarbetat med.

## Filmografi (filmer som haft svensk premiär)

### Regi
- 1980 – Titta vi flyger
- 1984 – Top Secret!
- 1986 – Hjärtlösa typer
- 1990 – Ghost
- 1995 – Den förste riddaren
- 2001 – Rat Race - sk(r)attjakten

### Manus
- 1979 – Kentucky Fried Movie
- 1980 – Titta vi flyger
- 1984 – Top Secret!
- 1988 – Den nakna pistolen

### Producent
- 1993 – Stunder av lycka
- 1995 – En vandring bland molnen
- 1995 – Den förste riddaren
- 1997 – Min bäste väns bröllop
- 2001 – Rat Race - sk(r)attjakten

### Roller
- 1980 – Titta vi flyger (markbesättningsman)